# 후지 TV 목요극장
《목요극장》(일본어: 木曜劇場)은 후지 TV가 제작 및 저작권을 소유하고 매주 목요일 (22:00 - 22:54)에서 방송되는 텔레비전 드라마 범위의 호칭이다. 통칭 모쿠쥬(もくじゅう)라고도 불린다.

## 개요
월 9와 함께 후지 TV의 간판 드라마 시간대이지만, 월 9가 로맨스나 코미디물의 드라마가 많은 것에 비해, 이 시간대에는 사회파 드라마나 미스테리 등을 다루는 작품이 많은 것이 특징이다. 한때는 프로그램 오프닝에 "목요극장"이라고 표시하기도 하였으나 1997년 7월부터는 없어지게 되었고, 2004년쯤부터는 "목요극장"이란 호칭 자체는 그다지 사용되지 않았지만 정식 프로그램 이름의 작품 앞에는 사용되고 있다.
이 시간대는 1984년 10월에 《오리건으로부터의 사랑》이 시작이지만, 본래는 타미야 지로의 대표작 《하얀 거탑》 등을 낳은 '토요극장'이나 《북쪽 나라에서》 등을 탄생시킨 '금요극장'을 계승하는 형태이다.
과거에 방송된 대표적인 작품에는 트렌디 드라마붐을 타고 인기를 얻었던 《사랑이라는 이름으로》, 《29세의 크리스마스》, 스페셜을 포함해 10년간 계속된 《하쿠센 나가시》, 사이몬 후미 원작의 《Age,35 사랑스러워서》, 나카야마 미호와 기무라 타쿠야 주연의 서스펜스 드라마 《잠자는 숲》과 화제가 되었던 작품 《전차남》, 목요극장 최초의 시대극이었던 《오오쿠》 시리즈, 큰 인기를 누리고 있는 젊은 배우들을 기용하여 젊은이들의 고민을 주제로 한 《라스트 프렌즈》 등이 있다. 또한 트렌디 드라마의 대표작 《안고 싶어!》에서 주연을 맡았던 아사노 아츠코, 아사노 유코는 이 드라마로 'W아사노'붐을 일으켰다.
2000년대 이후에는 요시오카 히데타카가 주연, 시바사키 코우나 토키토 사부로가 공연하여 많은 감동을 불러 일으킨 《Dr.코토 진료소》, 카라사와 토시아키, 에구치 요스케 주연으로 리메이크한 《하얀 거탑》을 필두로, 시리즈화 된 《의룡-Team Medical Dragon-》, 속편까지 제작된 《코드 블루》 등의 의학 드라마가 많이 방송되고 성공을 거두었다.
속편이 제작되면 많은 후편 작품이 이 시간대에 방송되고 있지만, 《이혼 변호사》와 《코드 블루》 등은 시즌 1 이후에는 시간대를 옮겨 속편을 별도로 방송하는 경우도 있다. (전자는 화 9 틀에서, 후자는 월 9 테두리에서 방송)
또한 이 시간대 방송 종료 후에는 다음의 연속 드라마 작품 예고가 방송되고 있다. 2011년까지는 일요일에 방송되는 드라마 시간대의 "드라마틱 선데이"의 예고가 방송되었지만, 2012년부터는 토요일 드라마 시간대의 "토드라"의 예고가 방송되고 있다.

## 역대 평균 시청률 순위 10
| 순위 | 작품명              | 방송년도 | 시청률 |
| ---- | ------------------- | -------- | ------ |
| 1    | 잠자는 숲           | 1998년   | 25.2%  |
| 2    | 사랑이라는 이름으로 | 1992년   | 24.7%  |
| 3    | 하얀 거탑           | 2003년   | 23.9%  |
| 4    | 라스트 프렌즈       | 2008년   | 22.8%  |
| 5    | Dr.코토 진료소 2006 | 2006년   | 22.4%  |
| 6    | 29세의 크리스마스   | 1994년   | 22.2%  |
| 7    | 전차남              | 2005년   | 21.2%  |
| 8    | 비눗방울            | 1991년   | 21.1%  |
| 9    | 링~최종장~          | 1999년   | 19.9%  |
| 10   | 나미키가 사람들     | 1993년   | 19.9%  |

## 역대 회당(최고) 시청률 순위 10
| 순위 | 작품명              | 방송년도 | 시청률          |
| ---- | ------------------- | -------- | --------------- |
| 1    | 사랑이라는 이름으로 | 1992년   | 32.6%（최종회） |
| 2    | 하얀 거탑           | 2003년   | 32.1%（최종회） |
| 3    | 잠자는 숲           | 1998년   | 30.8%（최종회） |
| 4    | Age,35 사랑스러워서 | 1996년   | 28.1%（최종회） |
| 5    | 29세의 크리스마스   | 1994년   | 26.9%（최종회） |
| 6    | Dr.코토 진료소 2006 | 2006년   | 25.9%（최종회） |
| 7    | 전차남              | 2005년   | 25.5%（최종회） |
| 8    | 멋진걸까 인생       | 1993년   | 25.0%（최종회） |
| 9    | 비눗방울            | 1991년   | 24.9%（제2회）  |
| 10   | 친애하는 님에게     | 1992년   | 24.4%（최종회） |

## 작품 목록

### 1980년대 후반

#### 1984년
- 《오리건으로부터의 사랑》 (주연: 후루야 잇코, 이시와 세츠)

#### 1985년
- 《남자의 가정과》 (주연: 타무라 마사카즈)
- 《실수 투성이 남편 선택》 (주연: 이치게 요시에)
- 《친척들》 (주연: 야쿠쇼 코지)
- 《알자스의 푸른 하늘》 (주연: 사카구치 료코)

#### 1986년
- 《여자는 남자를 어떻게 바꾼다》 (주연: 타무라 마사카즈)
- 《라이스카레》 (주연: 토키토 사부로)
- 《나의 귀여운 사람》 (주연: 하치구사 카오루)
- 《때로는 함께》 (주연: 이토 유카리)

#### 1987년
- 《실수 투성이 여자 초대》 (주연: 이치게 요시에)
- 《버릇이 될 것 같은 여자들》 (주연: 오가와 토모코)
- 《뜨거워 질 때까지 기다려!》 (주연: 타무라 마사카즈)
- 《여자도 남자도 왜 질리지 않아》 (주연: 나카이 키이치)

#### 1988년
- 《창문을 열까요?》 (주연: 마츠자카 케이코)
- 《집과 아내와 남자의 명예》 (주연: 사와구치 야스코)
- 《안고 싶어!》 (주연: 아사노 아츠코, 아사노 유코)
- 《뉴욕 사랑 이야기》 (주연: 타무라 마사카즈)

#### 1989년
- 《당신을 원해》 (주연: 와타나베 켄) - 제작: 교도 TV, 토에이
- 《가슴에 불을 붙여!》 (주연: 아사노 유코)
- 《이 가슴의 두근거림을》 (주연: 키시모토 카요코)
- 《지난 날의 세레나데》 (주연: 타무라 마사카즈)

### 1990년대 전반

#### 1990년
- 《사랑의 파라다이스》 (주연: 아사노 유코)
- 《아빠! 꼴이 말이 아니잖아》 (주연: 시바타 쿄헤이) - 제작: 교도 TV
- 《뉴욕 사랑 이야기 2 남과 여》 (주연: 타무라 마사카즈)

#### 1991년
- 《결혼의 이상과 현실》 (주연: 나카무라 마사토시)
- 《이제 누구도 사랑하지 않아》 (주연: 요시다 에이사쿠) - 제작: AVEC
- 《25세의 결혼》 (주연: 야스다 나루미, 기쿠치 모모코) - 제작: 교도 TV
- 《비눗방울》 (주연: 나가부치 쓰요시) - 제작: 도에이

#### 1992년
- 《사랑이라는 이름으로》 (주연: 스즈키 호나미, 카라사와 토시아키, 에구치 요스케)
- 《주니어 사랑의 관계》 (주연: 타카지마 마사노부) - 제작: 교도 TV
- 《친애하는 님에게》 (주연: 아사노 유코, 야나기바 토시로)
- 《멋대로인 여자들》 (주연: 코테가와 유코) - 제작: as birds corp.

#### 1993년
- 《나미키가 사람들》 (주연: 타케다 테츠야)
- 《애정 이야기》 (주연: 나카무라 마사토시)
- 《멋진걸까 인생》 (주연: 아사노 아츠코, 오다 유지)
- 《편리한 여자》 (주연: 아사노 유코)

#### 1994년
- 《볕이 드는 곳》 (주연: 나카무라 마사토시)
- 《이 사랑에 살아》 (주연: 야스다 나루미)
- 《굿모닝》 (주연: 아사노 아츠코)
- 《29세의 크리스마스》 (주연: 야마구치 토모코) - 제작: 교도 TV

### 1990년대 후반

#### 1995년
- 《밝은 가족 계획》 (주연: 다이치 야스오) - 제작: as birds corp.
- 《빛나는 계절 속에서》 (주연: 이시다 히카리)
- 《혼자 두지 마》 (주연: 카쿠 치카코) - 제작: 교도 TV
- 《연인이여》 (주연: 스즈키 호나미, 키시타니 고로)

#### 1996년
- 《하쿠센 나가시》 (주연: 나가세 토모야)
- 《Age,35 사랑스러워서》 (주연: 나카이 키이치, 타나카 미사코)
- 《코치》 (주연: 아사오 아츠코, 타마키 코지) - 제작: 교도 TV
- 《도쿠》 (주연: 야스다 나루미, 카토리 싱고)

#### 1997년
- 《그녀들의 결혼》 (주연: 스즈키 쿄카, 마츠모토 아키코)- 제작: 교도 TV
- 《미세스 신데렐라》 (주연: 야쿠시마루 히로코, 우치노 마사아키)
- 《이런 사랑 이야기》 (주연: 사나다 히로유키, 타마키 코지)- 제작: 교도 TV
- 《이브》 (주연: 카라사와 토시아키, 하즈키 리오나)

#### 1998년
- 《달콤한 결혼》 (주연: 키나시 노리타케, 자이젠 나오미) - 제작: 교도 TV
- 《일입니다!》 (주연: 츠루타 마유, 마츠시타 유키)
- 《오늘밤, 우주의 한구석에서》 (주연: 니시무라 마사히코) - 제작: 교도 TV
- 《잠자는 숲》 (주연: 나카야마 미호, 기무라 타쿠야)

#### 1999년
- 《링 ~최종장~》 (주연: 야나기바 토시로) - 제작: 교도 TV
- 《아프리카의 밤》 (주연: 스즈키 쿄카)
- 《라센》 (주연:키시타니 고로) - 제작: 교도 TV
- 《위험한 관계》 (주연: 토요카와 에츠시, 후지와라 노리카)

### 2000년대 전반

#### 2000년
- 《브랜드》 (주연: 이마이 이키, 이치카와 소메고로) - 제작: 교도 TV
- 《태양은 지지 않는다》 (주연: 타키자와 히데아키)
- 《암호는 용기》 (주연: 야쿠쇼 코지) - 제작: 이스트 엔터테인먼트
- 《러브 컴플렉스》 (주연: 카라사와 토시아키, 소리마치 타카시)

#### 2001년
- 《카바치타레!》 (주연: 토키와 타카코, 후카츠 에리)
- 《데릴사위》 (주연: 나가세 토모야)
- 《미혼 가족》 (주연: 사나다 히로유키)
- 《스타의 사랑》 (주연: 후지와라 노리카, 쿠사나기 츠요시) - 제작: 교도 TV

#### 2002년
- 《사랑의 힘》 (주연: 후카츠 에리) - 제작: 교도 TV
- 《빅 머니!》 (주연: 나가세 토모야)
- 《러브코션트》 제3장 (주연: 나카타니 미키, 토키와 타카코, 자이젠 나오미, 시바사키 코우) - 제작: 교도 TV
- 《장미의 십자가》[1] (주연: 미카미 히로시)

#### 2003년
- 《미녀 혹은 야수》 (주연: 마츠시마 나나코, 후쿠야마 마사하루)
- 《데릴사위 2003》 (주연: 나가세 토모야)
- 《Dr.코토 진료소 (주연: 요시오카 히데타카)
- 《하얀 거탑》[2] (주연: 카라사와 토시아키, 에구치 요스케) - 제작: 교도 TV

#### 2004년
- 《이혼 변호사》 (주연: 아마미 유키)
- 《인간의 증명》 (주연: 타케노우치 유타카)
- 《오오쿠 ~제1장~》 (주연: 마츠시타 유키) - 제작: 토에이

### 2000년대 후반

#### 2005년
- 《상냥한 시간》 (주연: 테라오 사토시) - 제작 : FCC
- 《사랑에 빠지면~나의 성공의 비밀~》 (주연: 쿠사나기 츠요시)
- 《전차남》 (주연: 이토 미사키, 이토 아츠시)
- 《오오쿠 ~화의 란~》 (주연: 우치야마 리나) - 제작: 토에이

#### 2006년
- 《코바야카와 노부키의 사랑》 (주연: 카라사와 토시아키)
- 《의룡-Team Medical Dragon-》 (주연: 사카구치 켄지)
- 《불신의 때~우먼 워즈~》 (주연: 요네쿠라 료코, 마츠시타 유키)
- 《Dr.코토 진료소 2006》 (주연: 요시오카 히데타카)

#### 2007년
- 《친애하는 아버님》 (주연: 니노미야 카즈나리) - 제작: FCC
- 《우리들의 교과서》 (주연: 칸노 미호)
- 《빵빵녀와 절벽녀》 (주연: 이토 미사키, 후카다 쿄코)
- 《의룡-Team Medical Dragon-2》 (주연: 사카구치 켄지)

#### 2008년
- 《사슴 남자》 (주연: 타마키 히로시)- 제작: 교도 TV
- 《라스트 프렌즈》 (주연: 나가사와 마사미)
- 《코드블루 - 닥터헬기긴급구명》 (주연: 야마시타 토모히사)
- 《바람의 정원》[3] (주연: 나카이 키이치)

#### 2009년
- 《흔히있는 기적》[3] (주연: 나카마 유키에, 카세 료)
- 《보스》 (주연: 아마미 유키)
- 《임협 헬퍼》 (주연: 쿠사나기 츠요시)
- 《불모지대》[3] (주연: 카라사와 토시아키)

### 2010년대 전반

#### 2010년
- 《솔직하지 못해서》 (주연: 에이타, 우에노 쥬리)
- 《골드》 (주연: 아마미 유키)
- 《의룡-Team Medical Dragon-3》 (주연: 사카구치 켄지)

#### 2011년
- 《외교관 쿠로다 코사쿠》 (주연 : 오다 유지)
- 《보스 시즌2》 (주연 : 아마미 유키)
- 《그래도, 살아간다》 (주연 : 에이타)
- 《꿀맛~A Taste Of Honey~》 (주연 : 에이쿠라 나나, 칸노 미호)

#### 2012년
- 《끝에서 두번째 사랑》 (주연 : 코이즈미 쿄코, 나카이 키이치)
- 《개구리 여왕님》 (주연 : 아마미 유키)
- 《히가시노 게이고 미스테리즈》
- 《결혼하지 않는다》 (주연 : 아마미 유키, 칸노 미호)

#### 2013년
- 《최고의 이혼》 (주연 : 에이타)
- 《라스트♡신데렐라》 (주연 : 시노하라 료코)
- 《Oh,My Dad!!》 (주연 : 오다 유지)
- 《독신 귀족》 (주연 : 쿠사나기 츠요시)

#### 2014년
- 《의룡-Team Medical Dragon- 4》 (주연 : 사카구치 켄지)
- 《속·끝에서 두번째 사랑》 (주연 : 코이즈미 쿄코, 나카이 키이치)
- 《메꽃~평일 오후 3시의 연인들~》 (주연 : 우에토 아야)
- 《디어 시스터》 (주연 : 이시하라 사토미, 마츠시타 나오)

### 2010년대 후반

#### 2015년
- 《문제 있는 레스토랑》 (주연 : 마키 요코)
- 《의사들의 연애 사정》 (주연 : 사이토 타쿠미)
- 《탐정의 탐정》 (주연 : 키타가와 케이코)
- 《어른 여자》 (주연 : 시노하라 료코)

#### 2016년
- 《나오미와 카나코》 (주연 : 히로스에 료코)
- 《하야코 선생님, 결혼한다니 정말인가요?》 (주연 : 마츠시타 나오)
- 《영업부장 키라 나츠코》 (주연 : 마츠시마 나나코)
- 《Chef~3성급 급식~》 (주연 : 아마미 유키)

#### 2017년
- 《미움받을 용기》 (주연 : 카리나)
- 《사람은 외형이 100 퍼센트》 (주연 : 키리타니 미레이)
- 《세실의 계획》 (주연 : 마키 요코)
- 《형사 유가미》  (주연 : 아사노 타다노부)

#### 2018년
- 《이웃집 가족은 푸르게 보인다》 (주연 : 후카다 쿄코)
- 《몬테크리스토 백작 -화려한 복수-》 (주연 :  딘 후지오카)
- 《굿 닥터》 (주연 : 야마자키 켄토)
- 《황혼유성군》 (주연 : 사사키 쿠라노스케)

#### 2019년
- 《스캔들 전문 변호사 QUEEN》 (주연 : 다케우치 유코, 미즈카와 아사미, 사이토 유키)
- 《스트로베리 나이트 사가》 (주연 : 니카이도 후미, 카메나시 카즈야)
- 《루팡의 딸》 (주연 : 후카다 쿄코)
- 《모토카레 매니아》 (주연 : 아라키 유코, 코라 켄고)

### 2020년대 전반

#### 2020년
- 《얼라이브 암 전문의의 카르테》 (주연: 마츠시타 나오)
- 《언성 신데렐라 병원 약사의 처방전》 (주연: 이시하라 사토미)
- 《루팡의 딸 제2 시리즈》 (주연: 후카다 쿄코)

#### 2021년
- 《아는 와이프》 (주연: 히로세 아리스)
- 《연애 만화가》 (주연: 스즈키 료헤이)
- 《최애 왕자님》 (주연: 히가 미나미, 후지오카 딘)
- 《SUPER RICH》 (주연: 에구치 노리코, 마치다 케이타)

#### 2022년
- 《가십 #그녀가 알고 싶은 진짜○○》 (주연: 쿠로키 하루, 노무라 슈헤이)
- 《장난 없는 일족》 (주연: 츠치야 타오)
- 《순애 디소넌스》 (주연: 나카지마 유쇼)
- 《silent》 (주연: 가와구치 하루나)

## 지역 민방 네트워크 계열국 정보
| 방송 대상 지역      | 방송국                                 | 계열                      | 방송 요일·방송 시간  |
| ------------------- | -------------------------------------- | ------------------------- | -------------------- |
| 간토 광역권         | 후지 텔레비전(CX) 《목요극장 》 제작국 | FNS 계열                  | 목요일 22:00 ~ 22:54 |
| 홋카이도            | 홋카이도 분카 방송(uhb)                | FNS 계열                  | 목요일 22:00 ~ 22:54 |
| 이와테현            | 이와테 멘코이 TV(mit)                  | FNS 계열                  | 목요일 22:00 ~ 22:54 |
| 미야기현            | 센다이 방송(OX)                        | FNS 계열                  | 목요일 22:00 ~ 22:54 |
| 아키타현            | 아키타 TV(AKT)                         | FNS 계열                  | 목요일 22:00 ~ 22:54 |
| 야마가타현          | 사쿠란보 TV(SAY)                       | FNS 계열                  | 목요일 22:00 ~ 22:54 |
| 후쿠시마현          | 후쿠시마 TV(FTV)                       | FNS 계열                  | 목요일 22:00 ~ 22:54 |
| 니가타현            | 니가타 종합 TV(NST)                    | FNS 계열                  | 목요일 22:00 ~ 22:54 |
| 나가노현            | 나가노 방송(NBS)                       | FNS 계열                  | 목요일 22:00 ~ 22:54 |
| 시즈오카현          | TV 시즈오카(SUT)                       | FNS 계열                  | 목요일 22:00 ~ 22:54 |
| 도야마현            | 도야마 TV 방송(BBT)                    | FNS 계열                  | 목요일 22:00 ~ 22:54 |
| 이시카와현          | 이시카와 TV(ITC)                       | FNS 계열                  | 목요일 22:00 ~ 22:54 |
| 후쿠이현            | 후쿠이 TV 방송(FTB)                    | FNS 계열                  | 목요일 22:00 ~ 22:54 |
| 주쿄 광역권         | 도카이 TV(THK)                         | FNS 계열                  | 목요일 22:00 ~ 22:54 |
| 긴키 광역권         | 간사이 TV 방송(KTV)                    | FNS 계열                  | 목요일 22:00 ~ 22:54 |
| 돗토리현 시마네현   | 산인 중앙 TV 방송(TSK)                 | FNS 계열                  | 목요일 22:00 ~ 22:54 |
| 가가와현 오카야마현 | 오카야마 방송(OHK)                     | FNS 계열                  | 목요일 22:00 ~ 22:54 |
| 히로시마현          | TV 신히로시마(TSS)                     | FNS 계열                  | 목요일 22:00 ~ 22:54 |
| 에히메현            | TV 에히메(EBC)                         | FNS 계열                  | 목요일 22:00 ~ 22:54 |
| 고치현              | 고치 산산 TV(KSS)                      | FNS 계열                  | 목요일 22:00 ~ 22:54 |
| 후쿠오카현          | TV 니시닛폰(TNC)                       | FNS 계열                  | 목요일 22:00 ~ 22:54 |
| 사가현              | 사가 TV(STS)                           | FNS 계열                  | 목요일 22:00 ~ 22:54 |
| 나가사키현          | TV 나가사키(KTN)                       | FNS 계열                  | 목요일 22:00 ~ 22:54 |
| 구마모토현          | TV 구마모토(TKU)                       | FNS 계열                  | 목요일 22:00 ~ 22:54 |
| 오이타현            | TV 오이타(TOS)                         | FNS 계열 / NTV 계열       | 목요일 22:00 ~ 22:54 |
| 미야자키현          | TV 미야자키(UMK)                       | FNS 계열 / NTV / ANN 계열 | 목요일 22:00 ~ 22:54 |
| 가고시마현          | 가고시마 TV(KTS)                       | FNS 계열                  | 목요일 22:00 ~ 22:54 |
| 오키나와현          | 오키나와 TV 방송(OTV)                  | FNS 계열                  | 목요일 22:00 ~ 22:54 |

## 같이 보기
- 후지 TV 월요일 밤 9시 드라마
- 간사이 TV 월요일 밤 10시 드라마